# Lonchura
Lonchura és un gènere d'ocells de la família dels estríldids (Estrildidae).

## Taxonomia
Segons la Classificació del Congrés Ornitològic Internacional (versió 15.1, 2025) aquest gènere està format per 28 espècies:
- Maniquí escatós (Lonchura punctulata Linnaeus, 1758)
- Maniquí gorjanegre (Lonchura kelaarti Jerdon, 1863)
- Maniquí caranegre (Lonchura molucca Linnaeus, 1766)
- Maniquí de carpó blanc (Lonchura striata Linnaeus, 1766)
- Maniquí fosc (Lonchura fuscans Cassin, 1852)
- Maniquí ventreblanc (Lonchura leucogastra Blyth, 1846)
- Maniquí de Java (Lonchura leucogastroides Moore, F, 1858)
- Maniquí tricolor (Lonchura malacca Linnaeus, 1766)
- Maniquí castany (Lonchura atricapilla Vieillot, 1807)
- Maniquí rovellat (Lonchura ferruginosa Sparrman, 1789)
- Maniquí capblanc (Lonchura maja Linnaeus, 1766)
- Maniquí pàl·lid (Lonchura pallida Wallace, 1864)
- Maniquí gros (Lonchura grandis Sharpe, 1882)
- Maniquí pitnegre (Lonchura teerinki Rand, 1940)
- Maniquí muntanyenc occidental (Lonchura montana Junge, 1939)
- Maniquí muntanyenc oriental (Lonchura monticola De Vis, 1897)
- Maniquí dels Arfak (Lonchura vana Hartert, EJO, 1930)
- Maniquí senil (Lonchura nevermanni Stresemann, 1934)
- Maniquí gris (Lonchura caniceps Salvadori, 1876)
- Maniquí encaputxat (Lonchura spectabilis Sclater, PL, 1879)
- Maniquí de Nova Irlanda (Lonchura forbesi Sclater, PL, 1879)
- Maniquí de Hunstein (Lonchura hunsteini Finsch, 1886)
- (Lonchura nigerrima Rothschild & Hartert, 1899)
- Maniquí de carpó groc (Lonchura flaviprymna Gould, 1845)
- Maniquí multicolor (Lonchura quinticolor Vieillot, 1807)
- Maniquí pitbrú (Lonchura castaneothorax Gould, 1837)
- Maniquí negre (Lonchura stygia Stresemann, 1934)
- Maniquí de Nova Bretanya (Lonchura melaena Sclater, PL, 1880)